# Melanchroia cephise
Melanchroia cephise är en fjärilsart som beskrevs av Jacob Hübner 1819. Melanchroia cephise ingår i släktet Melanchroia och familjen mätare. Inga underarter finns listade i Catalogue of Life.